# Музей Северо-Кавказской железной дороги
Музей Северо-Кавказской железной дороги — музейный комплекс, состоящий из двух площадок: помещение музея во Дворце культуры железнодорожников на станции Ростов-Главный и экспозиционной площадки под открытым небом ростовского железнодорожного музея, расположенной на путях бывшей станции Гниловская (ныне — остановочный пункт) на юго-западной окраине Ростова-на-Дону.

## История
Музей истории Северо-Кавказской железной дороги открыт как народный музей во Дворце культуры железнодорожников на станции Ростов-Главный 4 ноября 1960 года. Экспозиция музея выстроена по хронологии, начиная от зарождения железных дорог на Северном Кавказе, период революции, Великой Отечественной войны, послевоенные годы и современный период. В музее установлено специальное оборудование: витрины, подиумы, панорамы с подсветкой, макеты локомотивов и вагонов в масштабе 1:15. Общее количество музейных фондов хранения составляет: более 12 000 единиц основного фонда и 5 500 единиц научно-вспомогательного.
Музей является методическим центром по организации музейной деятельности семнадцати музеев и комнат трудовой и боевой славы подразделений, расположенных на полигоне Северо-Кавказской железной дороги. Музей в своем составе имеет два территориальных подразделения: Музей истории Краснодарского и Минераловодского регионов Северо-Кавказской железной дороги, в которых собрано более 3000 единиц хранения исторических предметов и документов.

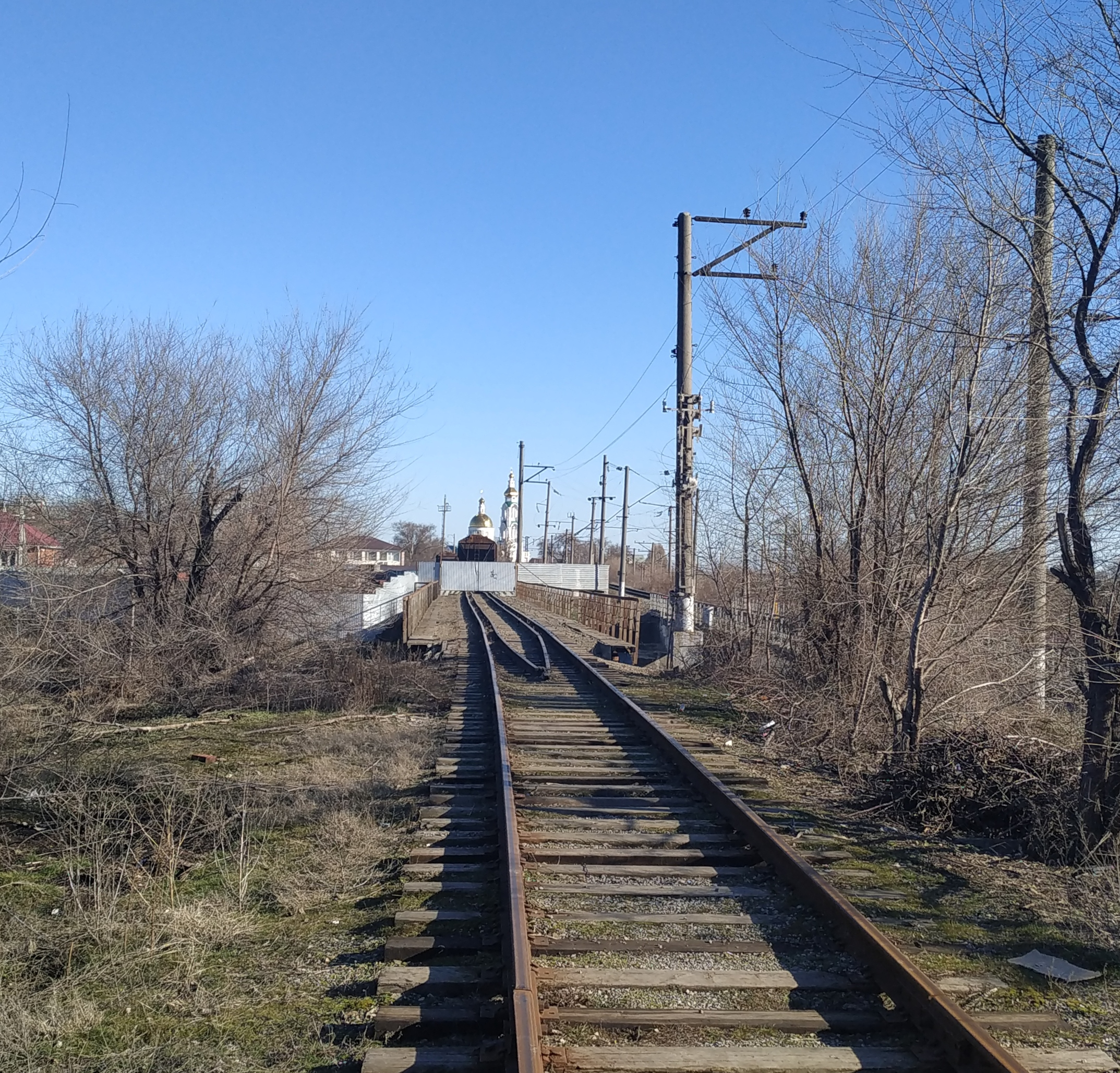
Ж/д въезд на Гниловскую площадку

В 2003 году накануне Дня железнодорожника состоялось торжественное событие в жизни музея — была открыта экспозиционная площадка исторического подвижного состава на станции Гниловская, на которой на сегодняшний день выставлено 69 единиц старинной железнодорожной техники. Ещё 19 единиц находятся в запаснике музея на базе запаса на станции Ростов-Западный. Общая площадь экспозиционной площадки составляет около 2 га, длина четырёх музейных путей — 1900 метров.
Отличительной чертой музейной экспозиции исторического подвижного состава на станции Гниловская является то, что почти вся её составляющая паровозной коллекции является действующей. Это позволяет паровозам, прошедшим соответствующий ремонт, принимать участие в киносъёмках, исторических реконструкциях, праздничных мероприятиях, проводимых дорогой или по заданию ОАО «РЖД».

## Экспозиция
Коллекция музея насчитывает 53 единицы подвижного состава — (паровозы серий Э, ФД, Л, П36, ТЭ, СО, Су тепловозы ТЭ3, ТЭП60, ТЭП10, ТЭМ1М, электровозы ВЛ8, ВЛ22М (1947 года выпуска), ВЛ41, ВЛ61, ВЛ80, ВЛ82, ВЛ84, ЧС4, два головных вагона и один прицепной электропоезда ЭР22, головной вагон ЭН3 (в сентябре 2019 года отправлен на Батайский завод строительных конструкций для утилизации, в 2020 году заменён вагоном ЭР9ПК-274). тендеры Лп-138, ИС20-286, ИС20-320, вагоны, мотовоз 1935 года, дрезины, танковый и артиллерийский тягачи, двухосный вагон-ледник постройки начала XX века, путевая техника. 50 из них по состоянию на сентябрь 2015 года находились в рабочем состоянии.
У экспозиционных путей установлены семафор, светофор и гидроколонка. Кроме того, в рабочее состояние приведена мотодрезина 1930-х годов, и восстановлен вагон-теплушка периода Великой Отечественной войны с внутренним интерьером. На выставке присутствуют действующие телетайпы, телефоны, карты железных дорог в разные периоды, подлинные документы и фотокопии, повествующие о выдающихся деятелях отрасли.
Старинному экспонату музея, трехосной румынской цистерне, исполнилось 125 лет. Цистерна использовалась для хранения химических веществ в дороге.
Музей находится на балансе и хозяйственном содержании Северо-Кавказской ж.д. (СКЖД) — филиала ОАО «РЖД». Также силами ростовских энтузиастов и работников музея проводятся реставрационные, покрасочные и восстановительные работы с музейным подвижным составом.
Немалую помощь в ремонте и восстановлении раритетных экспонатов оказывают подразделения СКЖД — станций Тихорецкая, Лихая, Каменоломни, Краснодар I, Ростов-Главный, Батайск, Кавказская, Минеральные Воды, Новочеркасск, Туапсе-Пассажирская, Сочи, Тимашёвская-1, Сальск и др.
| Паровозы            | Тепловозы              | Электровозы         |
| Электропоезда       | Мотовозы и автодрезины | Специальные вагоны  |
| Пассажирские вагоны | Грузовые вагоны        | Нерельсовая техника |